# Чичеу-Міхеєшть
Чичеу-Міхеєшть, Чичеу-Міхеєшті (рум. Ciceu-Mihăiești) — село у повіті Бистриця-Несеуд в Румунії. Адміністративний центр комуни Чичеу-Міхеєшть.
Село розташоване на відстані 347 км на північний захід від Бухареста, 40 км на захід від Бистриці, 53 км на північний схід від Клуж-Напоки.

## Населення
За даними перепису населення 2002 року у селі проживала 931 особа.
Національний склад населення села:
| Національність | Кількість осіб | Відсоток |
| -------------- | -------------- | -------- |
| румуни         | 634            | 68,1%    |
| цигани         | 247            | 26,5%    |
| угорці         | 50             | 5,4%     |

Рідною мовою назвали:
| Мова      | Кількість осіб | Відсоток |
| --------- | -------------- | -------- |
| румунська | 703            | 75,5%    |
| циганська | 172            | 18,5%    |
| угорська  | 56             | 6,0%     |